# Alpine Ski-Juniorenweltmeisterschaften 2026
Die 45. Alpinen Ski-Juniorenweltmeisterschaften sollen vom 5. bis 15. März 2026 in Narvik in Norwegen stattfinden.

## Vergabe
Im März 2025 gab die Fédération Internationale de Ski bekannt das Narvik die Wettkämpfe ausrichten werde. Bereits 2020 fanden die Wettkämpfe dort statt, mussten jedoch aufgrund der COVID-19-Pandemie vorzeitig abgebrochen werden. Zudem wird Narvik die Alpine Skiweltmeisterschaften 2029 ausrichten.

## Programm
Im Vergleich zu 2025 wurde der Super-G aus dem Programm gestrichen.